# Elymus incertus
Elymus incertus är en gräsart som beskrevs av H.Hartmann. Elymus incertus ingår i släktet elmar, och familjen gräs. Inga underarter finns listade i Catalogue of Life.